# Pachyneuron formosum
Pachyneuron formosum är en stekelart som beskrevs av Francis Walker 1833.
Pachyneuron formosum ingår i släktet Pachyneuron och familjen puppglanssteklar. Arten är reproducerande i Sverige. Inga underarter finns listade i Catalogue of Life.